# James Tiptree Jr.
James Tiptree Jr., pseudonimo di Alice Bradley Sheldon (Chicago, 25 agosto 1915 – McLean, 19 maggio 1987), è stata un'autrice di fantascienza statunitense.

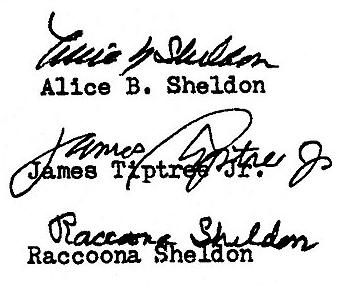
Tre autografi di Alice Sheldon con i suoi pseudonimi

Occasionalmente, nel periodo 1974-77, ha anche usato il nome di Raccoona Sheldon.
L'importanza di Tiptree/Sheldon sta nell'aver abbattuto le barriere tra una scrittura percepita come intrinsecamente "maschile" o "femminile"; fino al 1977 non era noto che James Tiptree Jr. fosse una donna. 

## Biografia

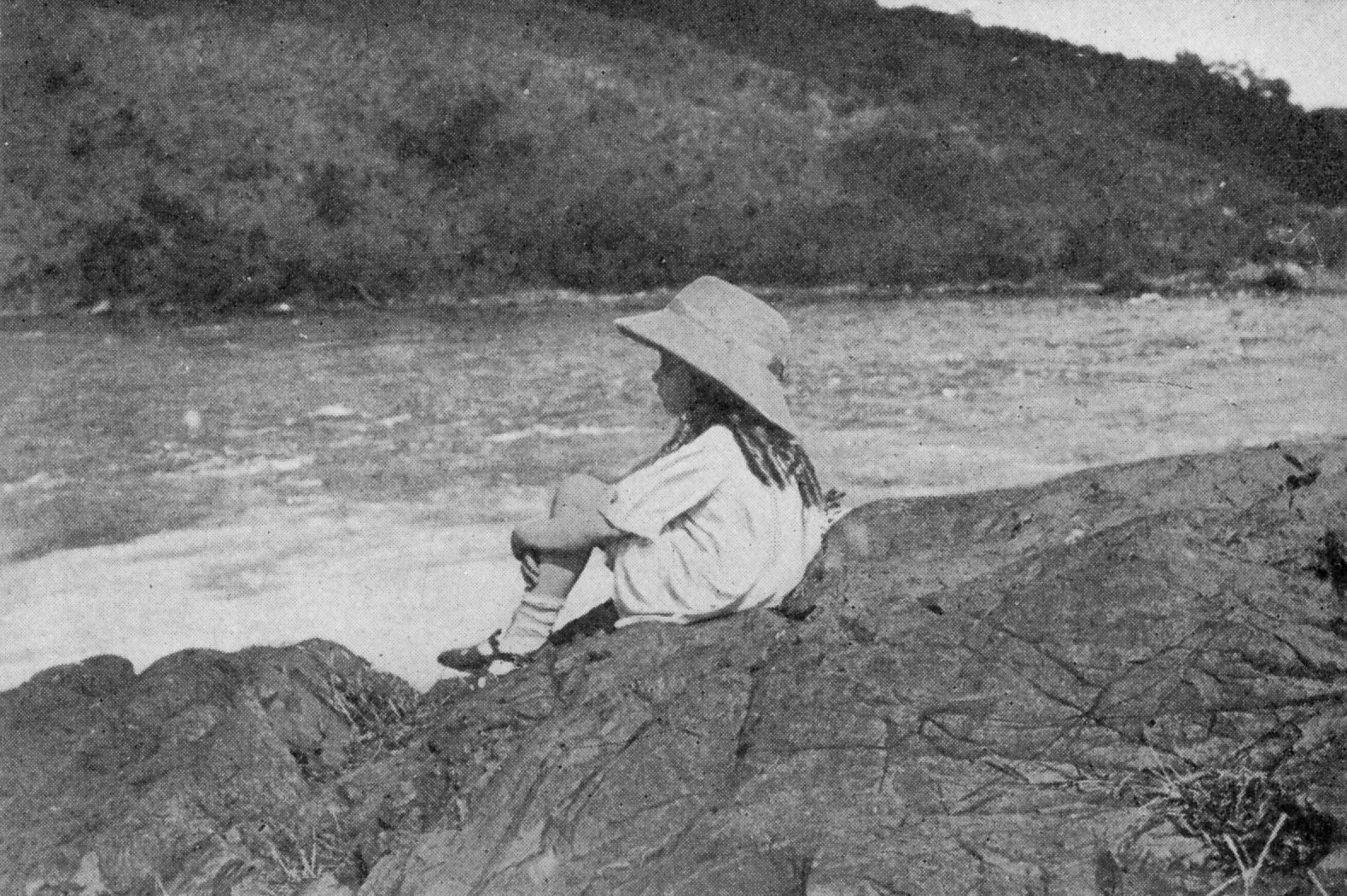
Alice Bradley Sheldon da bambina.

Alice Bradley proveniva da una famiglia di intellettuali: suo padre era Herbert Bradley, avvocato e naturalista, e sua madre era Mary Hastings Bradley, una prolifica scrittrice di narrativa e libri di viaggio. Alice visitò con i suoi genitori molti paesi fin dalla più tenera età. Divenne un'illustratrice e una pittrice e fu anche critica d'arte per il Chicago Sun tra il 1941 e il 1942. Sposò William Davey nel 1934 e divorziò nel 1941.
Nel 1942 si arruolò nell'USAAF (United States Army Air Forces) e lavorò all'intelligence fotografica. Nel 1945 sposò Huntington D. Sheldon e si congedò dall'aviazione nel 1946, quando aprì una piccola azienda in società con il marito. Lo stesso anno, sul numero del 16 novembre del The New Yorker, apparve il suo primo racconto (The Lucky Ones), firmato Alice Bradley. Nel 1952 la scrittrice e il marito furono invitati ad entrare nella CIA. Alice Sheldon si dimise nel 1955 per tornare all'università.
Studiò per il titolo di Bachelor of Arts all'American University (1957-59), conseguendo il dottorato di ricerca alla George Washington University in psicologia sperimentale nel 1967. Scrisse la propria dissertazione dottorale sulle reazioni degli animali a nuovi stimoli in ambienti diversi.
Sheldon ebbe una complessa relazione col proprio orientamento sessuale, usando termini diversi nel corso degli anni. "Mi piacciono molto alcuni uomini, ma fin dall'inizio, da prima ancora che ci capissi qualcosa, sono sempre state le ragazze e le donne ad eccitarmi."

### Carriera come scrittrice di fantascienza
Incerta su cosa fare della nuova laurea e delle sue precedenti esperienze lavorative, Sheldon prese a scrivere fantascienza, un genere all'epoca assai popolare. Adottò lo pseudonimo di James Tiptree Jr. nel 1967. utilizzandolo fino alla morte. "Tiptree" era la marca di un barattolo di marmellata che aveva in casa; l'aggiunta di "Jr." fu un'idea del marito. In un'intervista la scrittrice dichiarò: "Un nome da uomo mi pareva una buona mimetizzazione. Avevo la sensazione che un uomo sarebbe passato inosservato. Ho avuto anche troppe esperienze nella mia vita dovute al fatto di essere la prima donna a fare qualche dannato lavoro."
Lo pseudonimo fu mantenuto con successo fino alla fine degli anni settanta e, benché fosse generalmente noto che "Tiptree" era uno pseudonimo, si congetturava che proteggesse la reputazione di un funzionario dei servizi segreti. I lettori, i redattori e i corrispondenti davano per scontato, per lo più, che la vera identità di Tiptree fosse maschile. In ogni caso, ci furono occasionalmente sospetti, basati soprattutto sui temi dei suoi racconti, che Tiptree potesse essere una donna.
Tiptree non compariva mai in pubblico, ma corrispondeva regolarmente per posta con i fan e altri autori di fantascienza. Quando le venivano richiesti dettagli biografici, Tiptree/Sheldon li forniva, senza specificare il proprio sesso. Molti dei dettagli sopra riportati (la carriera nell'aviazione, il dottorato) furono menzionati nelle lettere scritte da Tiptree, e apparvero anche in biografie ufficiali dell'autrice.
Dopo la morte di Mary Hastings Bradley nel 1976, Tiptree disse che sua madre, anche lei una scrittrice, era morta a Chicago; questo dettaglio portò alcuni fan che investigavano sulla sua identità a trovare il necrologio, che faceva anche riferimento ad Alice Sheldon; presto la vera identità della scrittrice divenne di pubblico dominio. Diversi importanti autori di fantascienza ebbero momenti di imbarazzo: Robert Silverberg aveva infatti scritto un'introduzione alla raccolta della Sheldon Warm Worlds and Otherwise, sostenendo, sulla base di passi dei racconti, che Tiptree non potesse essere una donna. E nell'introduzione al racconto di Tiptree che Harlan Ellison aveva incluso nella sua celebre antologia Again, Dangerous Visions, lo scrittore aveva dichiarato che "Kate Wilhelm è la donna da battere quest'anno, ma l'uomo da battere è Tiptree."
La rivelazione del sesso della scrittrice ebbe un impatto assai minore sui lettori della Sheldon di quanto non temesse lei stessa; il suo ultimo premio Nebula (per il racconto La soluzione «screwfly», pubblicato con un altro pseudonimo che usava di tanto in tanto, Raccoona Sheldon), le fu conferito nel 1977.

### L'opera
Tiptree/Sheldon era una scrittrice eclettica capace di scrivere in una varietà di stili e sottogeneri, spesso combinando l'attenzione alla tecnologia e lo stile secco della fantascienza hard con gli interessi sociologici e psicologici della fantascienza soft, ma anche con alcune delle sperimentazioni stilistiche della New Wave.
Dopo aver scritto diversi racconti convenzionali, nel 1969 produsse la sua prima opera di un certo successo, il racconto The Last Flight of Doctor Ain. Ain è uno scienziato che, preoccupato per la sofferenza ecologica della Terra, distruggerà l'umanità.
Molti dei suoi racconti hanno un'ambientazione alla space opera e dei pulp magazine letti in gioventù, ma con tonalità molto più scure: i viaggi cosmici dei suoi personaggi sono spesso connessi a una drastica alienazione spirituale, e/o a un'esperienza trascendente. John Clute, notando le sconsolate complessità della visione della Sheldon, conclude che "accade raramente che un racconto di James Tiptree non abbia a che fare direttamente con la morte o non si concluda con la morte dello spirito, o di tutta la speranza, o della razza". Racconti notevoli di questo tipo includono Painwise, nel quale un esploratore spaziale è stato alterato in modo da essere immune al dolore, ma scopre che una tale esistenza è intollerabile, e Un momentaneo gusto di esistere, nel quale il vero scopo dell'umanità, trovato su un lontano pianeta, rende la vita umana individuale completamente insensata.
Un altro tema è la tensione tra il libero arbitrio e il determinismo biologico, o la ragione e il desiderio sessuale. Amore è il Piano, e il Piano è la morte, uno dei rari racconti di fantascienza senza esseri umani, descrive le romantiche razionalizzazioni da parte di una creatura aliena dei brutali istinti che la guidano nel suo ciclo vitale; La soluzione «screwfly» suggerisce che gli esseri umani potrebbero razionalizzare in modo simile un'epidemia di follia sessuale omicida. Il sesso è rappresentato con franchezza nella scrittura di Tiptree, una forza talvolta giocosa, ma più spesso minacciosa.
Prima della rivelazione della sua vera identità, Tiptree era spesso indicato come autore dalle idee insolitamente femministe per essere uno scrittore maschio; in particolare per Le donne invisibili, la storia di due donne contattate dagli alieni, che non vengono rapite, ma decidono liberamente di andarsene con gli extraterrestri per sfuggire alle opportunità limitate offerte loro dalla Terra. Le opinioni di Sheldon sulla politica sessuale potevano essere anche ambigue, come ad esempio nell'evocazione di una società incolore e spietata di donne clonate in Houston, Houston, ci sentite?
I due romanzi di Sheldon, prodotti verso la fine della sua carriera, non furono ben accolti dalla critica come i suoi racconti più famosi, ma continuavano ad esplorare temi affini. Alcune delle sue opere più ammirate si trovano nella raccolta Her Smoke Rose Up Forever, disponibile in paperback dal 2004.

### Morte
L'autrice continuò a scrivere sotto lo pseudonimo Tiptree per altri dieci anni. Il 19 maggio 1987, a 72 anni, Sheldon uccise il marito ottantaquattrenne e si suicidò. Furono trovati a letto, mano nella mano, nella loro casa in Virginia. Secondo la biografa Julie Phillips, la lettera che spiegava le motivazioni del suicidio era stata scritta anni prima, e tenuta da parte fino al momento opportuno. In un'intervista con Charles Platt dei primi anni ottanta, la Sheldon parlò dei suoi problemi emotivi e di precedenti tentativi di suicidio. Gran parte della sua opera contiene elementi oscuri e pessimistici, che furono visti col senno di poi come riflesso di una travagliata vita emotiva.

## Opere
Per ogni testo si indica la prima edizione nell'originale inglese e l'eventuale prima traduzione in lingua italiana. Le serie di romanzi o racconti interconnessi sono elencate cronologicamente, in base alla data di pubblicazione del primo episodio di ogni ciclo.

### Ciclo delQuintana Roo
Un trittico di racconti riunito per la prima volta nella raccolta tematica Tales of the Quintana Roo, Arkham House, 1986. È pubblicato in italiano solo il primo episodio:
1. "Quintana Roo" ("Lirios: A Tale of the Quintana Roo" poi "What Came Ashore at Lirios"), Isaac Asimov's Science Fiction Magazine 28 settembre 1981. Trad. Laura Serra in Asimov. Rivista di Fantascienza 5, SIAD Edizioni, Gennaio 1982.
2. "The Boy Who Waterskied to Forever", The Magazine of Fantasy and Science Fiction ottobre 1982.
3. "Beyond the Dead Reef", The Magazine of Fantasy and Science Fiction gennaio 1983.

### Ciclo delRift
Consiste di un romanzo unitario e una raccolta di cinque testi brevi interconnessi:
1. E sarà la luce (Brightness Falls from the Air), Tor Books, 1985. Trad. Vittorio Curtoni, Altri Mondi 3, Arnoldo Mondadori Editore, 1986.
2. Il fiume delle stelle (The Starry Rift), Tor Books, 1986. Trad. Vittorio Curtoni, Altri Mondi 9, Arnoldo Mondadori Editore, 1987. Comprende tre racconti e due romanzi brevi:
  - "Nella Grande Biblioteca Centrale dell'Università di Deneb" ("In the Great Central Library of Deneb University"), composto appositamente.
  - L'unica cosa sana da fare (The Only Neat Thing to Do), The Magazine of Fantasy and Science Fiction ottobre 1985.
  - "Buonanotte, amori miei" ("Good Night, Sweethearts"), The Magazine of Fantasy and Science Fiction marzo 1986.
  - Collisione (Collision), Isaac Asimov's Science Fiction Magazine maggio 1986.
  - "Nella Biblioteca" ("At the Library"), composto appositamente.

### Romanzi autoconclusivi
Sono elencati sia i romanzi veri e propri (novel) sia i romanzi brevi (novella).
- Un momentaneo gusto di esistere (A Momentary Taste of Being), nell'antologia The New Atlantis and Other Novellas of Science Fiction, a cura di Robert Silverberg, Hawthorn Books, 1975. Trad. Giampaolo Cossato e Sandro Sandrelli in Racconti di un vecchio primate, Robot 38, Armenia Editore, Maggio 1979.
- Houston, Houston, ci sentite? (Houston, Houston, Do You Read?), nell'antologia Aurora: Beyond Equality, a cura di  Susan Janice Anderson e Vonda N. McIntyre, Fawcett Gold Medal, 1976. Trad. Vanna Barcaroli in Robot 26, Armenia Editore, Maggio 1978.
- La via delle stelle (Up the Walls of the World), Berkley/Putnam, 1978. Trad. Marika Boni Grandi, Fantascienza 3, Armenia Editore, 1980.
- Slow Music, nell'antologia Interfaces, a cura di Virginia Kidd e Ursula K. Le Guin, Ace Books, 1980.
- With Delicate Mad Hands, nella raccolta personale Out of the Everywhere and Other Extraordinary Visions, Del Rey / Ballantine, 1981.
- Backward, Turn Backward, nell'antologia Synergy: New Science Fiction #2, a cura di George Zebrowski, Harvest, 1988.
- Il colore degli occhi di Neanderthal (The Color of Neanderthal Eyes), The Magazine of Fantasy and Science Fiction maggio  1988. Trad. Gaetano Luigi Staffilano nell'antologia Alieni! 11 incontri ravvicinati di tipo molto particolare, Biblioteca Universale Rizzoli 777, Rizzoli, 1990.

### Racconti autoconclusivi
- 1968
  - "Birth of a Salesman", Analog Science Fiction -> Science Fact marzo 1968.
  - "Torna a casa, mamma" ("The Mother Ship", successivamente intitolato "Mamma Come Home"), If giugno 1968.
  - "Fault", Fantastic agosto 1968.
  - "Pupa Knows Best" (successivamente intitolato "Help"), If ottobre 1968.
- 1969
  - "Parimutuel Planet" (successivamente intitolato "Faithful to Thee, Terra, in Our Fashion"), Galaxy Magazine gennaio 1969.
  - "Beam Us Home", Galaxy Magazine aprile 1969.
  - "The Last Flight of Doctor Ain", Galaxy Magazine marzo 1969; revisionato per la ristampa nell'antologia SF: Authors' Choice 4, a cura di Harry Harrison, G. P. Putnam's Sons, 1974.
  - "Il tuo cuore aploide" ("Your Haploid Heart"), Analog Science Fiction/Science Fact settembre 1969.
  - "La felicità è un'astronave calda" ("Happiness Is a Warm Spaceship"), If novembre 1969.
  - "Sciolte e scomparse sono ormai le nevi" ("The Snows Are Melted, The Snows Are Gone"), Venture Science Fiction Magazine novembre 1969.
- 1970
  - "I'm Too Big But I Love to Play", Amazing Science Fiction marzo 1970.
  - "In nome della scienza" ("The Nightblooming Saurian"), If maggio-giugno 1970.
  - "Last Night and Every Night", Worlds of Fantasy autunno 1970.
  - "The Man Doors Said Hello To", Worlds of Fantasy inverno 1970.
- 1971
  - "Madre nel cielo con diamanti" ("Mother in the Sky with Diamonds"), Galaxy Magazine marzo 1971.
  - "Quale via per lo spazio esterno?" ("And So On, And So On"), Phantasmicom 6, giugno 1971.
  - "The Peacefulness of Vivyan", Amazing Science Fiction luglio 1971.
  - "Mi troverai lì, quando la piscina sarà vuota" ("I'll Be Waiting for You When the Swimming Pool Is Empty"), nell'antologia Protostars, a cura di David Gerrold e Stephen Goldin, Ballantine Books, 1971.
- 1972
  - "Filomena & Greg & Rikki-Tikki & Barlow & the Alien" (anche intitolato "All the Kinds of Yes"), nell'antologia New Dimensions II: Eleven Original Science Fiction Stories, a cura di Robert Silverberg, Doubleday, 1972.
  - "And I Have Come Upon This Place by Lost Ways", nell'antologia Nova 2, a cura di Harry Harrison, Walker & Co., 1972.
  - "Painwise", The Magazine of Fantasy and Science Fiction febbraio 1972.
  - "E mi svegliai e mi trovai qui sul freddo pendio della collina" ("And I Awoke and Found Me Here on the Cold Hill's Side"), The Magazine of Fantasy and Science Fiction marzo 1972.
  - "The Milk of Paradise", nell'antologia Again, Dangerous Visions, a cura di Harlan Ellison, Doubleday, 1972.
  - "The Man Who Walked Home", Amazing Science Fiction maggio 1972.
  - "Amberjack", nell'antologia Generation: An Anthology of Speculative Fiction, a cura di David Gerrold e Stephen Goldin, Dell Publishing, 1972.
  - "Through a Lass Darkly", nell'antologia Generation: An Anthology of Speculative Fiction, a cura di David Gerrold e Stephen Goldin, Dell Publishing, 1972.
  - "Forever to a Hudson Bay Blanket", Fantastic agosto 1972.
  - "On the Last Afternoon", Amazing Science Fiction novembre 1972.
- 1973
  - "A Day Like Any Other", Foundation 3, marzo 1973.
  - "Amore è il Piano, e il Piano è la morte" ("Love Is the Plan the Plan Is Death"), nell'antologia The Alien Condition, a cura di Stephen Goldin, Ballantine Books, 1973.
  - "La ragazza collegata" ("The Girl Who Was Plugged In"), nell'antologia New Dimensions 3, a cura di Robert Silverberg, Science Fiction Book Club, Doubleday, 1973.
  - "Le donne invisibili" ("The Women Men Don't See"), The Magazine of Fantasy and Science Fiction dicembre 1973.
- 1974
  - "Frustrazioni" ("Her Smoke Rose Up Forever"), nell'antologia Final Stage: The Ultimate Science Fiction Anthology, a cura di Edward L. Ferman e Barry N. Malzberg, Charterhouse, 1974.
  - "Il dono dell'angelo" ("Angel Fix"), Worlds of If luglio-agosto 1974. Con lo pseudonimo di Raccoona Sheldon.
- 1975
  - "Press Until the Bleeding Stops", Khatru I febbraio 1975.
- 1976
  - "Lei che aspetta tutti gli uomini nati" ("She Waits for All Men Born"), nell'antologia Future Power, a cura di Jack Dann e Gardner Dozois, Random House, 1976.
  - "Beaver Tears", Galaxy maggio 1976. Con lo pseudonimo di Raccoona Sheldon.
  - "Lo psicologo che non voleva fare brutte cose ai topolini" ("The Psychologist Who Wouldn't Do Awful Things to Rats"), nell'antologia New Dimensions Science Fiction 6, a cura di Robert Silverberg, Harper & Row, 1976.
  - "Your Faces, O My Sisters! Your Faces Filled of Light!", nell'antologia Aurora: Beyond Equality, a cura di Susan Janice Anderson e Vonda N. McIntyre, Fawcett Gold Medal, 1976. Con lo pseudonimo di Raccoona Sheldon.
- 1977
  - "La soluzione «screwfly»" ("The Screwfly Solution"), Analog Science Fiction/Science Fact giugno 1977. Con lo pseudonimo di Raccoona Sheldon.
  - "The Star-Death of Margaret Omali", Heavy Metal maggio 1977; estratto promozionale dal romanzo La via delle stelle (Up the Walls of the World).
  - "Time-Sharing Angel", The Magazine of Fantasy and Science Fiction ottobre 1977.
- 1978
  - "We Who Stole the Dream", nell'antologia Stellar #4: Science-Fiction Stories, a cura di Judy-Lynn del Rey, Del Rey / Ballantine, 1978.
- 1980
  - "A Source of Innocent Merriment", nell'antologia Universe 10, a cura di Ted Carr, Doubleday, 1980.
- 1981
  - "Excursion Fare", nell'antologia Stellar #7: Science-Fiction Stories, a cura di Judy-Lynn del Rey, Del Rey / Ballantine, 1981.
  - "Out of the Everywhere", nella raccolta personale Out of the Everywhere and Other Extraordinary Visions, Del Rey / Ballantine, 1981.
- 1985
  - "Centro Adozioni" ("Morality Meat"), nell'antologia Despatches from the Frontiers of the Female Mind, a cura di Jen Green e Sarah LeFanu, The Women's Press, 1985. Con lo pseudonimo di Raccoona Sheldon.
  - "All This and Heaven Too", Isaac Asimov's Science Fiction Magazine Natale 1985.
- 1986
  - "Our Resident Djinn", The Magazine of Fantasy and Science Fiction ottobre 1986.
- 1987
  - "Second Going", nell'antologia Universe 17, a cura di Ted Carr, Doubleday, 1987.
  - "Yanqui Doodle", Isaac Asimov's Science Fiction Magazine luglio 1987.
  - "Nel mezzo del cammin di nostra vita" ("In Midst of Life"), The Magazine of Fantasy and Science Fiction novembre 1987.
- 1988
  - "The Earth Doth Like a Snake Renew", Isaac Asimov's Science Fiction Magazine maggio 1988.
  - "Come Live with Me", nella raccolta personale Crown of Stars, Tor Books, 1988.
- 2000
  - "The Trouble Is Not in Your Set", nella raccolta personale Meet Me at Infinity, Tor Books, 2000.
  - "Trey of Hearts", nella raccolta personale Meet Me at Infinity, Tor Books, 2000.

### Raccolte di racconti

#### Raccolte curate da Tiptree Jr.
- Ten Thousand Light-Years from Home, Ace Books, 1973. Comprende quindici racconti.
- Warm Worlds and Otherwise, Ballantine Books, 1975. Comprende dodici racconti.
- Racconti di un vecchio primate (Star Songs of an Old Primate), Del Rey / Ballantine, 1978. Trad. Giampaolo Cossato e Sandro Sandrelli, Robot 38, Armenia Editore, Maggio 1979. Comprende un'introduzione di Ursula K. Le Guin, cinque racconti e i due romanzi brevi Un momentaneo gusto di esistere e Houston, Houston, ci sentite?, quest'ultimo tagliato dall'edizione italiana.
- Out of the Everywhere and Other Extraordinary Visions, Del Rey / Ballantine, 1981. Comprende otto racconti (di cui uno inedito) e i romanzi brevi Slow Music e With Delicate Mad Hands (quest'ultimo inedito).
- Byte Beautiful: Eight Science Fiction Stories, Doubleday, 1985. Comprende il romanzo breve With Delicate Mad Hands e sette racconti.
- Crown of Stars, Tor Books, 1988. Comprende nove racconti (di cui uno inedito) e il romanzo breve Backward, Turn Backward.

#### Raccolte postume
- Her Smoke Rose Up Forever, Arkham House, 1990. Comprende un'introduzione di John Clute, quattordici racconti e i quattro romanzo brevi Un momentaneo gusto di esistere (A Momentary Taste of Being), Houston, Houston, ci sentite? (Houston, Houston, Do You Read?), Slow Music e With Delicate Mad Hands.
- The Voice That Murmurs in the Darkness, Subterranean Press, 2023. Comprende un'introduzione di Karen Joy Fowler, quattro racconti e un saggio.

### Poesia lirica
- Neat Sheets: The Poetry of James Tiptree, Jr., Tachyon Publications, 1996. Comprende un'introduzione di Karen Joy Fowler, diciannove poesie e una breve pièce teatrale.

## Riconoscimenti e premi
Si elencano solo le vittorie e non anche le candidature.
- 1974 Premio Hugo per il miglior romanzo breve a "La ragazza collegata" ("The Girl Who Was Plugged In").
- 1974 Premio Nebula per il miglior racconto breve a "Amore è il Piano, e il Piano è la morte" ("Love Is the Plan the Plan Is Death").
- 1977 Premio Hugo per il miglior romanzo breve a Houston, Houston, ci sentite? (Houston, Houston, Do You Read?).
- 1977 Premio Nebula per il miglior romanzo breve a Houston, Houston, ci sentite? (Houston, Houston, Do You Read?).
- 1978 Premio Nebula per il miglior racconto a "La soluzione «screwfly»" ("The Screwfly Solution").
- 1984 Premio Locus per il miglior racconto breve a "Beyond the Dead Reef".
- 1986 Premio Locus per il miglior romanzo breve a L'unica cosa sana da fare (The Only Neat Thing to Do).
- 1986 Premio SF Chronicle per il miglior romanzo breve a L'unica cosa sana da fare (The Only Neat Thing to Do).
- 1987 Premio World Fantasy per la migliore raccolta a Tales of the Quintana Roo.
- 2011 Premio Kate Wilhelm Solstice alla carriera conferito dalla Science Fiction and Fantasy Writers of America.

## Premio James Tiptree Jr.
Il Premio James Tiptree Jr. (James Tiptree, Jr. Award) è assegnato ogni anno negli Stati Uniti in suo onore dal 1991. Vengono premiate quelle opere di fantascienza o fantasy che espandono o esplorano la comprensione del genere. Una commissione seleziona annualmente cinque giurati che, a loro volta, eleggono il vincitore che viene premiato con mille dollari, un oggetto artistico originale, cioccolato, una targa, una maglietta, una spilla raffigurante il logo del premio e il viaggio per presenziare alla cerimonia.